# Scindapsus pictus
Scindapsus pictus — communément appelé pothos satiné, pothos argenté ou vigne argentée — est une espèce de plantes à fleurs de la famille des aracées ou arums, Araceae, originaire du Bangladesh, de Bornéo, d'Inde, de Java, de Malaisie péninsulaire, des Philippines, de Sulawesi, de Sumatra, de Taiwan et de Thaïlande. L'épithète spécifique latine pictus signifie « peint », en référence à la panachure des feuilles.

## Croissance
Capable de grandir jusqu'à environ 3 mètres de haut, S. pictus est une plante grimpante à feuilles persistantes (liane), poussant vers le haut et à partir des racines et se terminant par la feuille la plus récente.
Le long de la face inférieure de la vigne (qui est la tige de la plante) se trouvent des nœuds, apparaissant généralement tous les quelques centimètres, qui produisent des racines d'ancrage qui permettent à la plante de pousser plus haut et de trouver plus de lumière.
Les racines sont collantes au toucher et adhèrent à toute surface ferme, y compris les rochers, le ciment, la brique, les bûches et les arbres.
À côté de chaque nœud racinaire se trouve généralement un nœud foliaire, poussant du côté opposé (supérieur) de la vigne.
Contrairement à d'autres genres apparentés, les feuilles sont d'une teinte vert mat, écume de mer-pin, souvent couvertes de taches argentées panachées. Semblables à d'autres genres d'aroïdes (tels que Epipremnum ou Syngonium ), les fleurs insignifiantes de S. pictus sont rarement observées en culture, car la reproduction végétative (c'est-à-dire la prise de boutures ou la division des racines ) est la méthode de propagation la plus courante.
Avec une exigence de température extérieure minimale de 15°C, cette plante est largement cultivée comme plante d'intérieur dans les régions tempérées du monde entier et à l'extérieur dans des climats appropriés. Il pousse généralement, assez lentement, jusqu'à environ. Cependant, si elles sont dotées d'une structure de support adéquate, comme le côté d'un bâtiment ou un mur, ou un arbre ou un large poteau, les vignes de S. pictus poussent souvent plus vite et plus haut vers la lumière du soleil, les feuilles finissant par « pousser en bardeaux » (poussant dans une position aplatie) contre le support, dans un effort pour obtenir un bénéfice photosynthétique maximal sous la canopée de la forêt.
En culture, le pothos apprécie une lumière fournie mais indirecte, un arrosage 1 à 2 fois par semaine l'été et 1 fois toutes les deux semaines en hiver.
Étant une plante tropicale, le pothos aime les environnements humides, mais attention, il ne vaut mieux pas le vaporiser, car ses feuilles velues n'apprécient pas ça.

## Variétés
Plusieurs hybrides, cépages et cultivars ont été développés, notamment S. pictus 'Silvery Anne', 'Silver Lady', 'Silver Satin' et 'Silver Splash'. S. pictus 'Jade Satin' est connu pour ses feuilles mates, vert pastel, présentant une panachure minime, voire inexistante.
La variété populaire « Exotica » est largement cultivée pour ses feuilles exceptionnellement grandes, argentées et blanches. Le cultivar le plus commun, 'Argyraeus', a remporté le prix du mérite horticole de la Royal Horticultural Society,.
Ces hybrides sont très appréciés par les collectionneurs, pour leurs beauté et leur facilité de culture et de reproduction.